# MCNP
Monte Carlo N-Particle Transport Code (MCNP)-  je programski paket za modeliranje nuklearnih procesa temeljen na Monte Carlo metodi. On je dizajniran u Los Alamos Nacionalnom laboratoriju od 1957 s nekoliko značajnih poboljšanja. Primarno se koristi za simulacije nuklearnih procesa, kao što su fisija, ali posjeduje mogućnosti za simulaciju interakcije čestica koje uključuju neutrone, fotone i elektrone. MCNP se primjenjuje pri analizama koje uključuju zaštitu od zračenja i dozimetriju,  medicinsku fiziku, račune nuklearne stabilnosti, dizajn i analiza detektor, ciljani dizajn akceleratora, dizajn fisijskih i fuzijskih reaktora, dekontaminaciju ."

## Napomene
1. ↑  A Practical Manual on the Monte Carlo Method for Random Walk Problems (PDF). Pergamon Press. London. 1959 |url-status=dead zahtijeva |archive-url= (pomoć)